# Subterranean
Subterranean (engl. für „unterirdisch“) ist eine EP der schwedischen Metal-Band In Flames, die 1994 erstveröffentlicht wurde.

## Entstehung
Aufgenommen wurde das Album im Studio Fredman. Produziert wurde es von Frederik Nordström und In Flames selbst. Das Mastering übernahm Staffan Olofsson. Als Gastmusiker traten Henke Forss von Dawn am Gesang, Hammerfall-Gitarrist Oscar Dronjak (Gesang bei Stand Ablaze) und Anders Jivarp (Schlagzeug bei Subterranean und Biosphere) auf. Das Artwork wurde von Dennis Jernberg entworfen.
Nach dem Album wurde die Band von Nuclear Blast unter Vertrag genommen. Auf späteren Wiederveröffentlichungen finden sich zusätzlich die Stücke Dead Eternity (Text und Gesang von Joakim Göthberg; erschien offiziell erst auf dem folgenden Album The Jester Race), The Inborn Lifeless (Gesang von Per Gyllenbäck; ebenfalls auf The Jester Race vertreten, allerdings mit anderem Text als Dead God in Me), sowie  die Coversongs Eye of the Beholder (Gesang vom Ancient-Slumber-Sänger Robert Dahne) und Murders in the Rue Morgue (wurde ursprünglich für den Iron-Maiden-Tribut-Sampler Made in Tribute aufgenommen).

## Titelliste
1. Stand Ablaze – 4:33
2. Ever Dying – 4:23
3. Subterranean – 5:46
4. Timeless – 1:46
5. Biosphere – 5:07
6. Dead Eternity – 5:01  1
7. The Inborn Lifeless – 3:21  1
8. Eye of the Beholder – 5:29  1
9. Murders in the Rue Morgue – 3:10  1

## Veröffentlichungen
Die Songs der EP wurden am 1. April 1995 auch auf der japanischen Pressung des Debütalbums Lunar Strain veröffentlicht. 1999 wurden die beiden Alben zusammen als Lunar Strain / Subterranean auf CD herausgebracht.
Gleichzeitig veröffentlichte Regain Records eine LP- und eine Picture-Disc-Version von Subterranean. Alle diese Wiederveröffentlichungen enthalten die Bonustitel Dead Eternity und The Inborn Lifeless. Die LP- und Picture-Disc-Versionen wurden zusätzlich noch um drei Titel einer Promokassette ergänzt, welche die Band 1993 einspielte.
1. In Flames ('93 Promo Mix)
2. Upon an Oaken Throne ('93 Promo Mix)
3. Clad in Shadows ('93 Promo Mix)

2010 wurde das Album in einer auf 3.000 Exemplare limitierten Boxversion mit Poster und Button zum zweiten Mal wiederveröffentlicht. Als Bonus enthält das Album noch zwei Coverversionen:
1. Eye of the Beholder (Original: Metallica)
2. Murders in the Rue Morgue (Original: Iron Maiden)